# دوویل گایلویچیشتا
دوویل گایلویچیشتا (انگلیسی: Dovilė Gailevičiūtė؛ زادهٔ ۲۱ ژوئیهٔ ۱۹۹۶) بازیکن فوتبال اهل لیتوانی است.
وی همچنین در تیم ملی فوتبال Lithuania بازی کرده‌است.